# Walter Duhalde
Walter Duhalde Gallo, född 6 november 1919 i Santiago de Chile, död 27 november 2010 i Santiago de Chile[källa behövs], var en svensk konstnär.
Duhalde studerade först journalistik och efter avlagd akademisk examen studerade han måleri och skulptur vid Konstakademien Bella Artes i Santiago. Vid sidan av sitt konstnärskap var han verksam som konstkritiker i tidningar, radio och TV. Bland hans offentliga arbeten märks ett porträtt av U Thant för FN-huset i New York.